# Enicospilus nothofagus
Enicospilus nothofagus là một loài tò vò trong họ Ichneumonidae.